# New York Giants
I New York Giants sono una squadra di football americano della NFL con sede a New York. Competono nella East Division della National Football Conference. Giocano le loro gare casalinghe a East Rutherford, New Jersey al MetLife Stadium, condiviso coi New York Jets.
Al 2024, secondo la rivista Forbes, il valore dei Giants è di circa 7,3 miliardi di dollari, quarti tra le franchigie della NFL.
I Giants sono una delle cinque squadre ad essersi unite alla NFL nel 1925 e l'unica di esse ancora esistente, oltre che la squadra del Stati Uniti nord-orientali da più tempo nella lega. La squadra è al terzo posto per il maggior numero di titoli vinti: quattro nell'era pre-Super Bowl (1927, 1934, 1938, 1956) e quattro dopo l'avvento del Super Bowl (Super Bowl XXI (1986), XXV (1990), XLII (2007) e XLVI (2011)), oltre ad essere la squadra ad essere arrivata più volte in finale, 19. Solo i Green Bay Packers (13) e i Chicago Bears (9) hanno vinto più titoli dei Giants. Durante la sua storia, la franchigia ha avuto tra le sue file 15 membri della Pro Football Hall of Fame, inclusi i vincitori del premio di MVP della NFL Mel Hein, Frank Gifford, Y.A. Tittle e Lawrence Taylor.

## Storia
Fondati da Tim Mara nel 1925, i Giants ebbero successo nella loro prima stagione, terminando con un record di 8–4. Nella terza stagione della sua storia, la squadra ottenne il miglior record della lega, 11–1–1, e fu premiata col titolo NFL. Dopo una deludente quarta stagione (1928) il proprietario Mara comprò l'intera squadra dei Detroit Wolverines, principalmente per avere in squadra la loro stella, il quarterback Benny Friedman, e fuse le due squadre sotto il nome di Giants.
Nei 14 anni tra il 1933 e il 1946, i Giants si qualificarono per giocare la finale che assegnava il titolo NFL 8 volte, vincendolo 2. Durante questo periodo i Giants erano guidati dall'allenatore Hall of Famer Steve Owen e dai giocatori, anch'essi futuri Hall of Famer, Mel Hein, Red Badgro e Tuffy Leemans. Questo periodo incluse anche la celebre "Sneakers Game" (traduzione: "partita in scarpe da ginnastica"), dove sconfissero i Chicago Bears su un campo congelato nella finale del 1934, indossando scarpe da ginnastica per una migliore trazione. I Giants ebbero particolare successo dalla seconda metà degli anni '30, fino a quando gli Stati Uniti entrarono nella Seconda Guerra Mondiale. Essi raggiunsero il loro terzo titolo NFL nel 1938 con la vittoria 23–17 sui Green Bay Packers.
I Giants non vinsero titoli fino al 1956, quando trionfarono grazie a diversi giocatori in seguito indotti nella Pro Football Hall of Fame come il running back Frank Gifford, il linebacker Sam Huff e l'offensive tackle Roosevelt Brown oltre che il running back all-pro Alex Webster. Anche parte dello staff sarebbe stata inserita nella Hall of Fame: il capo-allenatore Jim Lee Howell aveva Vince Lombardi come allenatore dell'attacco e Tom Landry come allenatore della difesa. Dal 1958 al 1963, i Giants giocarono la finale del campionato cinque volte senza vincerne alcuna. Dal 1964 al 1978, i Giants registrarono solo due stagioni positive e nessuna apparizione ai playoff. 
Nel 1979, i Giants mossero i primi passi che li avrebbero riportati ai vertici della NFL. Tra questi ci furono le scelte nei draft del quarterback Phil Simms nel 1979 e del linebacker Lawrence Taylor nel 1981. Nel 1981, Taylor vinse il premio di rookie difensivo dell'anno e anche di miglior difensore assoluto, portando i Giants ai playoff per la prima volta dal 1963. Dopo la stagione accorciata dallo sciopero del 1982 in cui finirono 4–5, il capo-allenatore Ray Perkins si dimise per andare ad allenare alla University of Alabama. In un cambio che si rivelò cruciale negli anni futuri, fu sostituito dal coordinatore difensivo, Bill Parcells. I Giants arrivarono ad un record di 14–2 nel 1986 guidati dall'MVP e difensore dell'anno Lawrence Taylor Nel loro primo Super Bowl, il Super Bowl XXI, contro i Denver Broncos al Rose Bowl di Pasadena. Guidati dall'MVP dell'incontro, Simms, che completò 22 passaggi su 25 (record del Super Bowl dell'88% di completi), sconfissero i Broncos 39–20, vincendo il primo titolo dal 1956. Nel 1990, i Giants andarono sul 13–3 e stabilirono il record NFL per il minor numero di palle perse nella stagione (14). Nei playoff superarono i favoriti Buffalo Bills 20–19, trionfando nel Super Bowl XXV, dove fu eletto MVP dell'incontro il running back Ottis Anderson.
Dopo la stagione 1990, Parcells si dimise da capo allenatore e venne sostituito dal coordinatore offensivo, Ray Handley. Handley fu l'allenatore per due deludenti stagioni (1991–92), che videro i Giants passare da vincitori del Super Bowl a un record di 8–8 nel 1991 e 6-10 nel 1992. Dopo quella stagione fu licenziato e sostituito dall'ex allenatore dei Denver Broncos Dan Reeves. All'inizio degli anni 90, Simms e Taylor, due delle stelle del decennio precedente, giocarono le ultime stagioni della carriera con una produzione in rapido declino. 

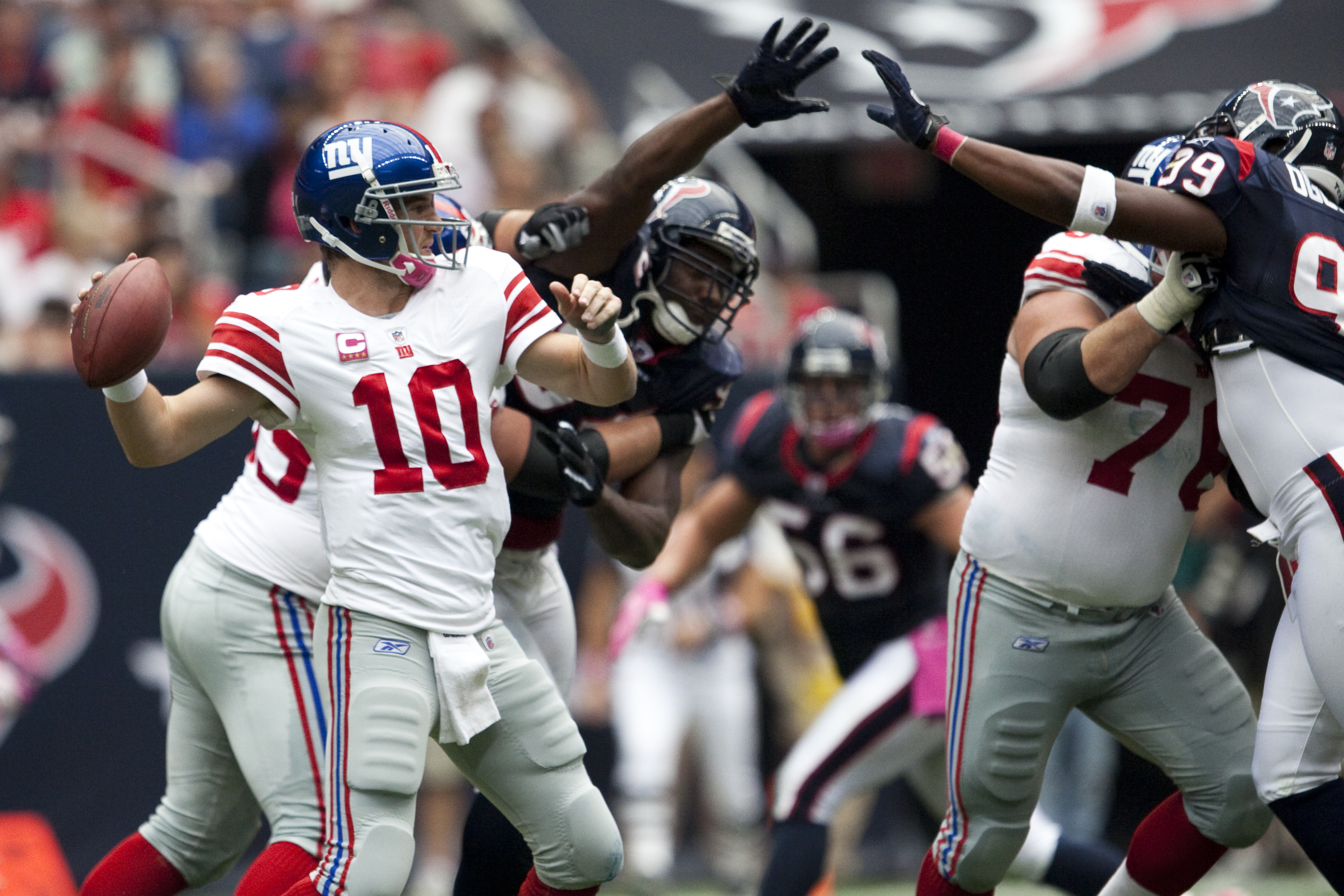
Una partita tra i Giants e gli Houston Texans nell'ottobre 2010

I Giants inizialmente faticarono molto nell'era post Simms e Taylor. Dopo aver iniziato con un 3–7 nel 1994, i Giants finirono vincendo tutte le sei gare finali e terminando 9–7 mancando però i playoff. Jim Fassel, ex coordinatore offensivo degli Arizona Cardinals fu assunto come nuovo allenatore e la stagione terminò 10–5–1 raggiungendo i playoff nel 1997. Dopo aver perso al primo turno coi Vikings, i Giants terminarono 8–8 nel 1998.  Nel 2000 la squadra ebbe un record nella stagione regolare di 12–4, guadagnandosi il primo posto nella NFC. Nei playoff i Giants superarono i Philadelphia Eagles, 20–10, e i Minnesota Vikings 41–0 nella finale della NFC. Essi arrivarono ad affrontare i Baltimore Ravens nel Super Bowl XXXV uscendo sconfitti. 
Nel 2004 Tom Coughlin divenne il nuovo allenatore. Nel Draft NFL 2004 i San Diego Chargers avevano inizialmente i diritti della prima scelta assoluta, a causa del loro record di 4-12 nel 2003. Eli Manning era il giocatore più seguito del draft e appariva chiara l'intenzione dei Chargers di sceglierlo come primo assoluto. Manning però, (a cui fece eco il padre Archie) disse pubblicamente che si sarebbe rifiutato di giocare coi Chargers così fu organizzato uno scambio coi Giants, di cui divenne il quarterback titolare a metà stagione. La prima parte dell'epoca di Coughlin produsse risultati insoddisfacenti (un record di 25–23 su due anni, con due apparizioni ai playoff, entrambe perdute, prima del 2007) suscitando le perplessità dei media. Durante questo periodo della loro storia, gradi giocatori che militarono nei Giants furono il defensive end Michael Strahan, che stabilì il record stagionale di sack della NFL nel 2001 e il running back Tiki Barber, che stabilì il record di franchigia per yard corse in una stagione nel 2005. Le cose cambiarono nella stagione 2007 quando il club conquistò il suo terzo Super Bowl dopo avere battuto in finale gli allora imbattuti in stagione New England Patriots in una delle più grandi sorprese della storia del football.
Dopo essere tornati ai playoff nel 2008, la squadra non vi fece più ritorno fino al 2011 dove, come wild card, batté Falcons, Packers e 49ers, facendo ritorno al Super Bowl, dove superò nuovamente i Patriots. MVP della partita fu nuovamente nominato Eli Manning.
I Giants, dopo la vittoria del quarto Super Bowl, non fecero più ritorno ai playoff fino al 2016, nella prima stagione in cui Tom Coughlin non era più alla guida della squadra, sostituito per una stagione e mezza da Ben McAdoo.

## Titoli

### Campionati NFL
| Anno                         | Allenatore                   | Città                        | Avversario                   | Punteggio | Record |
| ---------------------------- | ---------------------------- | ---------------------------- | ---------------------------- | --------- | ------ |
| 1927                         | Earl Potteiger               | N/A                          | N/A                          | N/A       | 11–1–1 |
| 1934                         | Steve Owen                   | New York                     | Chicago Bears                | 30–13     | 8–5    |
| 1938                         | Steve Owen                   | New York                     | Green Bay Packers            | 23–17     | 8–2–1  |
| 1956                         | Jim Lee Howell               | New York                     | Chicago Bears                | 47–7      | 8–3–1  |
| Totale campionati NFL vinti: | Totale campionati NFL vinti: | Totale campionati NFL vinti: | Totale campionati NFL vinti: | 4         | 4      |

### Super Bowl
| Anno                     | Allenatore               | Super Bowl               | Città                    | Avversario               | Punteggio | Record |
| ------------------------ | ------------------------ | ------------------------ | ------------------------ | ------------------------ | --------- | ------ |
| 1986                     | Bill Parcells            | XXI                      | Pasadena                 | Denver Broncos           | 39–20     | 17–2   |
| 1990                     | Bill Parcells            | XXV                      | Tampa                    | Buffalo Bills            | 20–19     | 16–3   |
| 2007                     | Tom Coughlin             | XLII                     | Glendale                 | New England Patriots     | 17–14     | 14–6   |
| 2011                     | Tom Coughlin             | XLVI                     | Indianapolis             | New England Patriots     | 21–17     | 13–7   |
| Totale Super Bowl vinti: | Totale Super Bowl vinti: | Totale Super Bowl vinti: | Totale Super Bowl vinti: | Totale Super Bowl vinti: | 4         | 4      |

### Titoli NFC
| Anno               | Allenatore         | Città              | Avversario          | Punteggio          | Record |
| ------------------ | ------------------ | ------------------ | ------------------- | ------------------ | ------ |
| 1986               | Bill Parcells      | East Rutherford    | Washington Redskins | 17–0               | 17–2   |
| 1990               | Bill Parcells      | San Francisco      | San Francisco 49ers | 15–13              | 16–3   |
| 2000               | Jim Fassel         | East Rutherford    | Minnesota Vikings   | 41–0               | 14–5   |
| 2007               | Tom Coughlin       | Green Bay          | Green Bay Packers   | 23–20 (DTS)        | 14–6   |
| 2011               | Tom Coughlin       | San Francisco, CA  | San Francisco 49ers | 20–17 (DTS)        | 13–7   |
| Totale titoli NFC: | Totale titoli NFC: | Totale titoli NFC: | Totale titoli NFC:  | Totale titoli NFC: | 5      |

## Rivalità
I Giants sentono una forte competitività con i New England Patriots, Eagles, Cowboys, Commanders, 49ers, Jets, Chicago Bears.

### Philadelphia Eagles
Giants ed Eagles mantengono un'accesa rivalità risalente al 1933. Entrambe le squadre hanno sempre condiviso conference e division, lottando per i posti nei playoff. Gli Eagles hanno avuto la meglio in questa rivalità negli anni '40 ed '80, mentre i Giants hanno vissuto il loro periodo d'oro tra gli anni '50 e gli anni '70. La rivalità è così accesa non solo per le questioni sportive, ma anche per la storica rivalità che intercorre tra le città di New York e Filadelfia, legata a motivi storico-sociali e presente anche in altri sport (come Phillies-Mets in MLB o Rangers-Flyers in NHL).

### Dallas Cowboys
Giants e Cowboys giocano nella stessa division ininterrottamente dal 1960. I newyorchesi erano una contendente negli anni '50 e '60 (quando i texani si erano appena formati), la squadra di Dallas lo divenne negli anni '70, quando i Giants si trovavano in difficoltà. Il fatto di essere due squadre storicamente vincenti nella stessa division ha portato ad una rivalità molto sentita da entrambi i lati. Questa rivalità è singolare nel panorama sportivo americano, visto che nessuna altra squadra professionistica dello stato del Texas gioca nella stessa division o intrattiene una rivalità con una squadra dello stato di New York.

### Washington Commanders

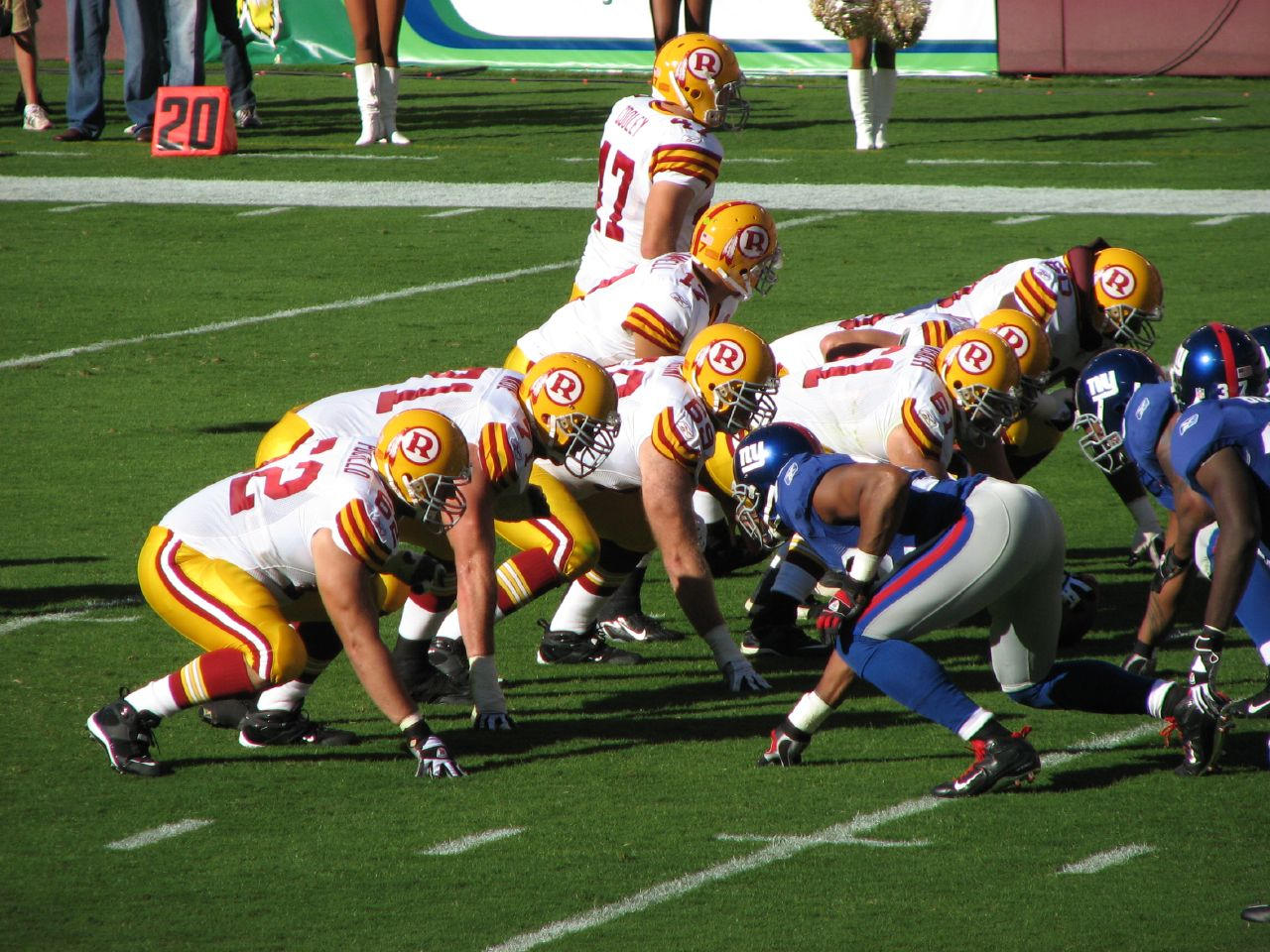
Una partita tra Giants e Redskins

Quella tra Commanders e Giants è la più antica rivalità della NFC East, risalente al 1932, quando George Preston Marshall fondò i Boston Braves, che dopo quattro anni si sarebbero spostati a Washington. Sebbene non così accesa come le rivalità con Cowboys ed Eagles, quella con i Redskins era considerata dallo storico proprietario dei Giants Wellington Mara la rivalità più "autentica" della division. La reciproca antipatia deriva anche dalla rivalità tra New York City (primo centro del paese per popolazione e principale piazza economica) e Washington, D.C. (capitale federale degli Stati Uniti e primo centro politico del paese). La rivalità, dopo una forte ascesa negli anni '70 ed '80, si è leggermente placata, anche se dal 2010 i rapporti fra le franchigie e i loro tifosi hanno ripreso ad inasprirsi.

### San Francisco 49ers
Nonostante non giochino nella stessa division, quella tra Giants e 49ers è considerata una delle grandi rivalità interdivisionali della NFL. Le due squadre si sono incontrate spesso in partite di playoff (8 volte dal 1982 ad oggi, record NFL per gli incontri di playoff disputati in questo arco temporale). Soprattutto negli anni '80 e '90 questa rivalità era particolarmente sentita, dato che entrambe le squadre si davano battaglia per la vittoria della conference. Da allora le due franchigie hanno vissuto momenti alterni, anche se la partita contro i californiani rimane comunque attesa da tutti i tifosi dei Giants.

### New York Jets
Quella tra Giants e Jets è la più antica rivalità stracittadina della lega (Los Angeles ha avuto in alcuni periodi due franchigie, ma senza continuità a causa di successivi spostamenti di franchigie verso e da Los Angeles). Originariamente i Jets (fondati nel 1960) appartenevano alla lega concorrente della NFL, la AFL, che voleva farne la prima squadra cittadina sottraendo tifosi e prestigio ai Giants, portando a notevoli frizioni tra le due tifoserie e le due dirigenze. Da allora, tuttavia, la poca frequenza delle sfide tra le due squadre (una volta ogni quattro anni, nella regular season) e la scarsa competitività dei Jets ha portato questa rivalità a ridimensionarsi.

### New England Patriots
I Giants e i New England Patriots si sono affrontati raramente dato che sono in conference differenti, ma la rivalità ha guadagnato notorietà alla fine degli anni 2000 grazie ad alcune gare ravvicinate e momenti memorabili tra Tom Brady ed Eli Manning. Nella stagione 2007 i Patriots sconfissero i Giants 38–35 portando a termine una stagione regolare perfetta con un bilancio 16–0, ma non riuscirono a terminare una stagione perfetta per 19–0 nel Super Bowl XLII dopo una sconfitta per 17–14. In quella partita avvenne la celebre Helmet Catch di David Tyree. I Giants in seguito sconfissero nuovamente i Patriots nel Super Bowl XLVI per 21-17.

## Giocatori importanti

### Membri della Pro Football Hall of Fame
Con 28 membri nella Pro Football Hall of Fame, i Giants sono la seconda squadra di football con più giocatori indotti. Tim Mara e Mel Hein furono parte della classe inaugurale nel 1963, mentre il defensive end Michael Strahan, il giocatore dei Giants indotto più di recente, è stato inserito nel 2015. Numerosi membri, tra cui Larry Csonka, Ray Flaherty, Joe Guyon, Pete Henry, Arnie Herber, Cal Hubbard, Don Maynard, Hugh McElhenny e Jim Thorpe sono stati all'epoca giocatori dei New York Giants, ma sono stati indotti largamente basandosi sulle loro carriere con altre squadre.

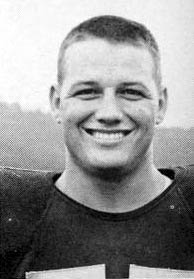
Sam Huff.

| 17    | Red Badgro     | TE         | –  | Tim Mara          | Proprietario e fondatore |
| 79    | Rosey Brown    | T          | –  | Wellington Mara   | Co-proprietario          |
| 53    | Harry Carson   | LB         | 13 | Don Maynard       | WR                       |
| 39    | Larry Csonka   | FB/RB      | 13 | Hugh McElhenny    | RB                       |
| 1     | Ray Flaherty   | Allenatore | 55 | Steve Owen        | T, Allenatore            |
| 6     | Benny Friedman | QB         | -  | Bill Parcells     | Allenatore               |
| 16    | Frank Gifford  | HB         | 81 | Andy Robustelli   | DE                       |
| 11    | Joe Guyon      | RB         | 50 | Ken Strong        | HB                       |
| 7     | Mel Hein       | C          | 10 | Fran Tarkenton    | QB                       |
| 55    | Pete Henry     | OT         | 56 | Lawrence Taylor   | LB                       |
| 38    | Arnie Herber   | QB         | 31 | Jim Thorpe        | RB, DB                   |
| 41,60 | Cal Hubbard    | T          | 14 | Y.A. Tittle       | QB                       |
| 70    | Sam Huff       | LB         | 45 | Emlen Tunnell     | DB                       |
| 4     | Tuffy Leemans  | FB         | 73 | Arnie Weinmeister | DE                       |

### Numeri ritirati
| 1  | Ray Flaherty 1  | E      | 1928-35 |
| 4  | Tuffy Leemans   | RB     | 1936-43 |
| 7  | Mel Hein        | C, LB  | 1931-45 |
| 10 | Eli Manning     | QB     | 2004-19 |
| 11 | Phil Simms      | QB     | 1979-93 |
| 14 | Y.A. Tittle     | QB     | 1961-64 |
| 16 | Frank Gifford   | HB, WR | 1952-64 |
| 32 | Al Blozis 2     | OT     | 1942-44 |
| 40 | Joe Morrison    | RB, WR | 1959-72 |
| 42 | Charlie Conerly | QB     | 1948-61 |
| 50 | Ken Strong      | HB     | 1936-47 |
| 56 | Lawrence Taylor | LB     | 1981-93 |

Note:
- 1 Ritirato nel 1935, questo fu il primo numero ad essere ritirato in tutta la storia dei quattro maggiori sport professionistici americani.
- 2 Morto in combattimento nella Seconda Guerra Mondiale.

### Premi individuali
| MVP della NFL |                 |       |
| Anno          | Giocatore       | Ruolo |
| 1938          | Mel Hein        | C     |
| 1963          | Y.A. Tittle     | QB    |
| 1986          | Lawrence Taylor | LB    |

| MVP del Super Bowl |                |       |
| Anno               | Giocatore      | Ruolo |
| XXI                | Phil Simms     | QB    |
| XXV                | Ottis Anderson | RB    |
| XLII               | Eli Manning    | QB    |
| XLVI               | Eli Manning    | QB    |

| Difensore dell'anno |                 |       |
| Anno                | Giocatore       | Ruolo |
| 1981                | Lawrence Taylor | LB    |
| 1982                | Lawrence Taylor | LB    |
| 1986                | Lawrence Taylor | LB    |
| 2001                | Michael Strahan | DE    |

| Rookie offensivo dell'anno |                |       |
| Anno                       | Giocatore      | Ruolo |
| 2014                       | Odell Beckham  | WR    |
| 2018                       | Saquon Barkley | RB    |

| Rookie difensivo dell'anno |                 |       |
| Anno                       | Giocatore       | Ruolo |
| 1981                       | Lawrence Taylor | LB    |

| Comeback Player of the Year |                |       |
| Anno                        | Giocatore      | Ruolo |
| 1989                        | Ottis Anderson | RB    |

| MVP del Pro Bowl |               |       |
| Anno             | Giocatore     | Ruolo |
| 1958             | Frank Gifford | RB    |
| 1960             | Sam Huff      | LB    |
| 1985             | Phil Simms    | QB    |

### Record di franchigia
Carriera
| Record in carriera |                |        |
| Categoria          | Giocatore      | Numero |
| Yard passate       | Eli Manning    | 57.023 |
| TD passati         | Eli Manning    | 366    |
| Yard ricevute      | Amani Toomer   | 9.497  |
| TD su ric.         | Amani Toomer   | 54     |
| Yard corse         | Tiki Barber    | 10.449 |
| TD su corsa        | Brandon Jacobs | 60     |

Stagionali
| Record stagionali |                           |        |           |
| Categoria         | Giocatore                 | Numero | Anno      |
| Yard passate      | Eli Manning               | 4.933  | 2011      |
| TD passati        | Y.A. Tittle               | 36     | 1963      |
| Yard ricevute     | Victor Cruz               | 1.536  | 2011      |
| TD su ric.        | Homer Jones Odell Beckham | 13     | 1967 2015 |
| Yard corse        | Tiki Barber               | 1.860  | 2005      |
| TD su corsa       | Joe Morris                | 21     | 1985      |

## La squadra
| Roster dei New York Giants |
| --- |
| Quarterback - 6 Jaxson Dart - 15 Tommy DeVito - 3 Russell Wilson - 19 Jameis Winston Running Back - 36 Rushawn Baker - 20 Eric Gray - 25 Dante Miller - 26 Devin Singletary - 44 Cam Skattebo - 29 Tyrone Tracy Jr. Wide Receiver - 12 Jordan Bly - 5 Dalen Cambre - 8 Beaux Collins - 9 Da'Quan Felton - 88 Bryce Ford-Wheaton - 81 Lil'Jordan Humphrey - 13 Jalin Hyatt - 1 Malik Nabers - 83 Zach Pascal - 17 Wan'Dale Robinson - 18 Darius Slayton - 87 Ihmir Smith-Marsette - 80 Montrell Washington - 2 Antwane Wells Jr. Tight End - 82 Daniel Bellinger - 89 Greg Dulcich - 86 Thomas Fidone - 84 Theo Johnson - 85 Chris Manhertz - 48 Jermaine Terry II Offensive Linemen - 72 Jermaine Eluemunor LT - 75 Joshua Ezeudu LG - 70 Stone Forsythe RT - 60 Bryan Hudson C - 55 James Hudson RT - 63 Jake Kubas RG - 71 Marcus Mbow RT - 67 Jimmy Morrissey C - 73 Evan Neal G - 76 Jon Runyan Jr. LG - 65 Austin Schlottmann C - 64 Aaron Stinnie G - 61 John Michael Schmitz C - 78 Andrew Thomas LT - 74 Greg Van Roten RG - 68 Jaison Williams RT Defensive Linemen - 91 Darius Alexander DE - 94 Elijah Chatman DE - 98 D.J. Davidson NT - 69 Cory Durden NT - 90 Elijah Garcia DE - 57 Chauncey Golston DE - 97 Dexter Lawrence NT - 96 Jeremiah Ledbetter NT - 93 Rakeem Nuñez-Roches DE - 99 Jordon Riley DE - 95 Roy Robertson-Harris DE Linebacker - 49 Chris Board ILB - 0 Brian Burns OLB - 51 Abdul Carter OLB - 52 Victor Dimukeje OLB - 44 Demetrius Flannigan-Fowles ILB - 46 Trace Ford OLB - 45 Tomon Fox OLB - 54 Dyontae Johnson ILB - 41 Micah McFadden ILB - 53 Darius Muasau ILB - 58 Bobby Okereke ILB - 47 Ty Summers ILB - 5 Kayvon Thibodeaux OLB Defensive Back - 21 Paulson Adebo CB - 2 Deonte Banks CB - 24 Dane Belton SS - 44 Korie Black CB - 28 Cor'Dale Flott CB - 39 O'Donnell Fortune CB - 35 Art Green CB - 37 Tre Hawkins III CB - 8 Jevon Holland FS - 23 Anthony Johnson Jr. FS - 31 Nic Jones CB - 43 Raheem Layne FS - 30 T.J. Moore CB - 27 Tyler Nubin SS - 38 Makari Paige S - 22 Andru Phillips CB - 33 Dee Williams CB Special Team - 9 Graham Gano K - 6 Jamie Gillan P - 59 Casey Kreiter LS - 99 Jude McAtamney K Roster aggiornato al 5 giugno 2025 89 attivi |
| Legenda - I rookie sono in corsivo. - Il primo ruolo è il principale mentre gli eventuali successivi indicano i ruoli secondari. - (IR) sta per Injured Reserve ed indica la lista ristretta per un solo giocatore infortunato che può tornare ad allenarsi dopo la settimana 6 e a rientrare in prima squadra dopo che questa ha giocato 8 partite. - (NF-Inj.) / (NF-Ill.) stanno rispettivamente per Non-Football Injured e Non-Football Illness ed indicano le liste dove viene inserito un giocatore che ha un infortunio o una malattia non dipendente dal football americano. - (PUP) sta per Physically Unable to Perform ed indica la lista dove viene inserito un giocatore mentre è in attesa di recuperare la condizione fisica. Nella stagione regolare dopo la sesta partita giocata dalla propria squadra, il giocatore ha tempo tre settimane per riprendere ad allenarsi, più tre settimane aggiuntive dal suo rientro agli allenamenti per rientrare in prima squadra. |

## Lo staff
| Staff dei New York Giants |
| --- |
| Organi dirigenziali - Presidente/CEO – John Mara - Chairman/vice presidente esecutivo – Steve Tisch - Vice presidente senior & general manager – Joe Schoen - Assistente general manager – Brandon Brown - Vice presidente senior delle operazioni del football & strategia – Kevin Abrams - Consulente del personale senior – Chris Mara - Direttore del personale dei giocatori – Tim McDonnell - Assistente del direttore del personale dei giocatori – Dennis Hickey - Direttore degli osservatori dei professionisti – Chris Rosetti - Assistente del direttore degli osservatori dei professionisti – Nick La Testa - Direttore delle operazioni del football – Ed Triggs - Direttore delle operazioni degli allenatori – Laura Young Capo allenatore - Capo-allenatore – Brian Daboll - Assistente capo-allenatore/coordinatore offensivo – Mike Kafka Altri allenatori - Direttore esecutivo delle prestazioni dei giocatori – Aaron Wellman - Preparatore atletico – Frank Piraino - Assistente p.a. – Drew Wilson - Performance manager/assistente p.a. – Sam Coad Allenatori dell'attacco - Quarterback/coordinatore gioco sui passaggi – Shea Tierney - Assistente quarterback – Chad Hall - Running back – Ladell Betts - Wide receiver – Mike Groh - Tight end – Tim Kelly - Offensive line – Carmen Bricillo - Assistente offensive line – James Ferentz - Assistente attacco/game manager – Cade Knox - Assistente attacco – Angela Baker - Assistente attacco – Troy Brown Allenatori della difesa - Coordinatore difensivo – Shane Bowen - Defensive line – Andre Patterson - Assistente defensive line – Bryan Cox - Outside linebacker – Charlie Bullen - Inside linebacker – John Egorugwu - Defensive back/coordinatore gioco sui passaggi – Marquand Manuel - Cornerback – Jeff Burris - Assistent linea secondaria – Mike Adams - Assistente difesa – Ben Burress Allenatori dello special team - Coordinatore special team – Michael Ghobrial - Assistente special team – Cam Achord - Assistente special team – Stephen Thomas |

## Nella cultura di massa
- I Giants compaiono nel film del 2009 Big Fan con Patton Oswalt e Kevin Corrigan.
- Tra gli altri, sono celebri supporter dei Giants il regista Spike Lee, gli attori Hugh Jackman, Viggo Mortensen e Daniel Radcliffe, i cantanti 50 Cent, Katy Perry e Jon Bon Jovi. Anche le attrici Kate e Rooney Mara sono fan dei Giants, in quanto bisnipoti dello storico fondatore Tim Mara, ma anche dei Pittsburgh Steelers in quanto allo stesso tempo bisnipoti del loro fondatore Art Rooney.